# Bisbat de České Budějovice

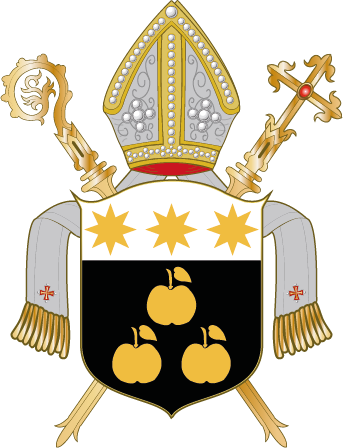
Escut de la diòcesi

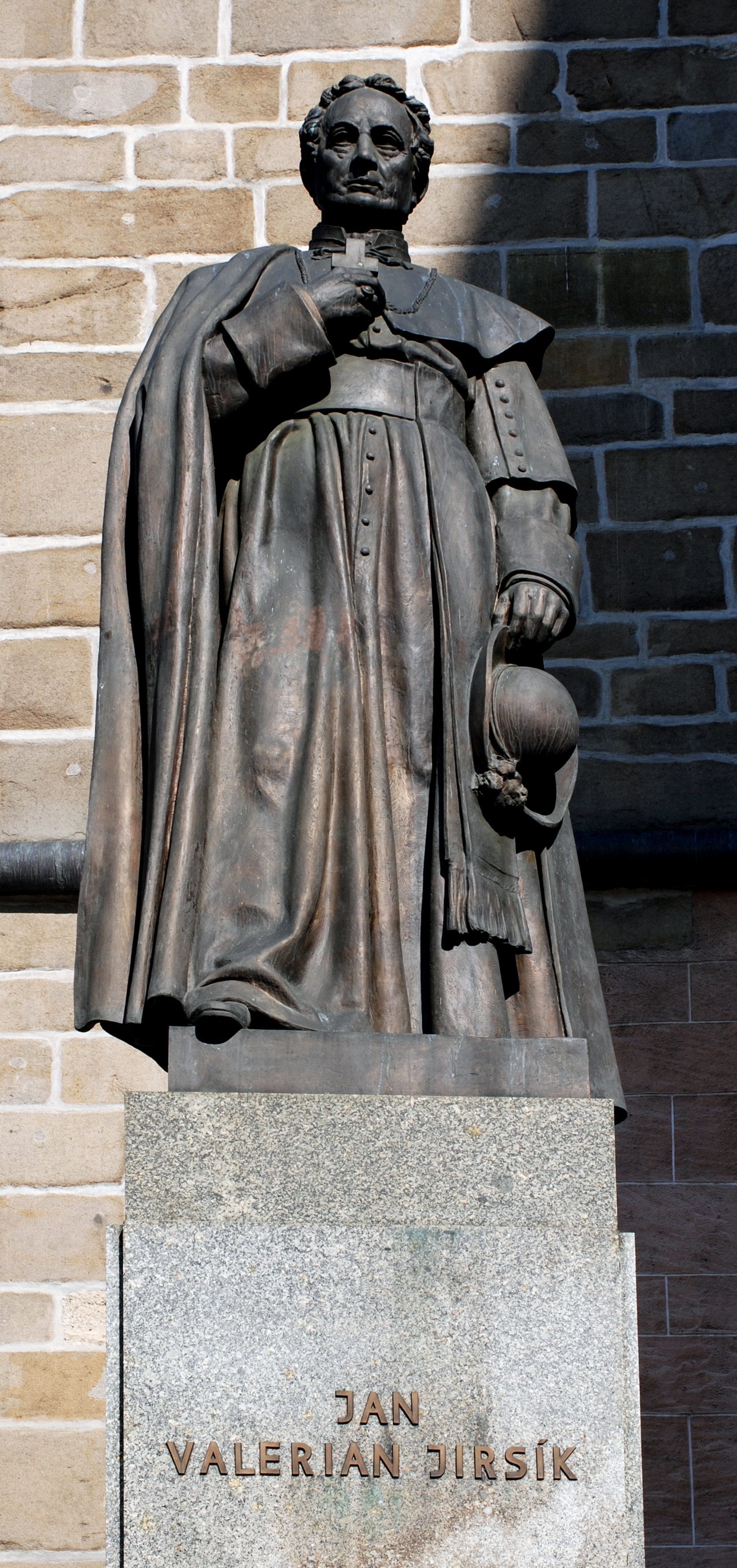
Estàtua de Jan Valerián Jirsík (bisbe 1851-1883) a un costat de la Torre Negra, el campanar de la catedral

El bisbat de České Budějovice (txec: Diecéze českobudějovická; llatí: Dioecesis Budovicensis) és una seu de l'Església catòlica a Txèquia, sufragània de l'arquebisbat de Praga. L'any 2013 tenia 291.700 batejats d'un total de 760.600 habitants. Actualment està regida pel bisbe Vlastimil Kročil.

## Territori
La diòcesi comprèn la Bohèmia meridional i la regió de Vysočina, a excepció del districte de Havlíčkův Brod.
La seu episcopal és la ciutat de České Budějovice, on es troba la catedral de Sant Nicolau.
El territori s'estén sobre 12.500 km² i està dividit en 361 parròquies.

## Història
La diòcesi va ser erigida el 20 de setembre de 1785 mitjançant la butlla Catholicae ecclesiae del Papa Pius VI, prenent el territori de l'arxidiòcesi de Praga.
El 1940 va ser escollit un bisbe de nacionalitat txeca, Antonín Eltschkner, sense una consulta prèvia amb les autoritats nazis del Protectorat de Bohèmia i Moràvia, que protestaren enèrgicament i presentaren el nomenament d'un bisbe alemany. Davant aquesta petició la Santa Seu es negà, contestant el dret del govern d'interferir en els nomenaments eclesiàstics, ja fos remarcant el principi que el bisbe havia de pertànyer a la nacionalitat majoritària a la diòcesi. Malgrat tot, Eltschkner no va poder exercir el seu ministeri i la Santa Seu deixà la càtedra episcopal vacant fins al 1947.
Durant el règim totalitari el bisbe Hlouch va ser internat entre 1950 i 1963, i no va poder exercir el seu ministeri fins al 1968.
El 31 de maig de 1993 la diòcesi cedí una porció del seu territori a benefici de l'erecció del bisbat de Plzeň.

## Cronologia episcopal
- Johann Prokop von Schaffgotsch † (26 de setembre de 1785 - 8 de maig de 1813 mort)
- Arnošt Konstantin Růžička † (8 de març de 1816 - 18 de març de 1845 mort)
- Josef Ondřej Lindauer † (25 de novembre de 1845 - 5 de juny de 1850 mort)
- Jan Valerián Jirsík † (5 de setembre de 1851 - 23 de febrer de 1883 mort)
  - Karel Průcha † (1883 - 23 d'octubre de 1883 mort) (bisbe electe)
- Franziskus von Paula Schönborn Buchheim † (28 d'agost de 1883 - 27 de juliol de 1885 nomenat arquebisbe de Praga)
- Martin Josef Říha † (27 de juliol de 1885 - 6 de febrer de 1907 mort)
- Josef Antonín Hůlka † (16 de desembre de 1907 - 6 de febrer de 1920 mort)
- Šimon Bárta † (16 de desembre de 1920 - 2 de maig de 1940 mort)
  - Antonín Eltschkner † (1940) (bisbe electe)
- Joseph Hlouch † (25 de juny de 1947 - 10 de juny de 1972 mort)
  - Sede vacante (1972-1990)
- Miloslav Vlk (14 de febrer de 1990 - 27 de març de 1991 nomenat arquebisbe de Praga)
- Antonín Liška, C.SS.R. † (28 d'agost de 1991 - 25 de setembre de 2002 jubilat)
- Jiří Paďour, O.F.M.Cap. † (25 de setembre de 2002 - 1 de març de 2014 renuncià)
- Vlastimil Kročil, des del 19 de març de 2015

## Estadístiques
A finals del 2013, la diòcesi tenia 291.700 batejats sobre una població de 760.600 persones, equivalent al 38,4% del total.
| any  | població | població | població | sacerdots | sacerdots       | sacerdots       | sacerdots             | diàques | religiosos | religiosos | parroquies |
| ---- | -------- | -------- | -------- | --------- | --------------- | --------------- | --------------------- | ------- | ---------- | ---------- | ---------- |
| any  | batejats | total    | %        | total     | clergat secular | clergat regular | batejats por sacerdot | diàques | homes      | dones      |            |
| 1949 | 735.000  | 840.000  | 87,5     | 502       | 449             | 53              | 1.464                 |         | 73         | 605        | 438        |
| 1970 | 586.600  | 790.000  | 74,3     | 283       | 240             | 43              | 2.072                 |         | 45         | 308        | 444        |
| 1980 | 540.000  | 830.000  | 65,1     | 213       | 213             |                 | 2.535                 |         |            | 231        | 419        |
| 1990 | 516.000  | 841.000  | 61,4     | 150       | 150             |                 | 3.440                 |         |            | 154        | 432        |
| 1999 | 365.000  | 795.000  | 45,9     | 155       | 112             | 43              | 2.354                 | 15      | 63         | 183        | 360        |
| 2000 | 363.000  | 792.000  | 45,8     | 151       | 110             | 41              | 2.403                 | 18      | 59         | 179        | 360        |
| 2001 | 362.000  | 791.000  | 45,8     | 157       | 113             | 44              | 2.305                 | 18      | 60         | 137        | 361        |
| 2002 | 305.000  | 760.000  | 40,1     | 157       | 114             | 43              | 1.942                 | 17      | 71         | 134        | 361        |
| 2003 | 298.000  | 750.000  | 39,7     | 157       | 110             | 47              | 1.898                 | 17      | 65         | 141        | 361        |
| 2004 | 296.500  | 749.000  | 39,6     | 153       | 106             | 47              | 1.937                 | 17      | 71         | 129        | 361        |
| 2006 | 295.500  | 748.000  | 39,5     | 157       | 108             | 49              | 1.882                 | 17      | 63         | 112        | 361        |
| 2013 | 291.700  | 760.600  | 38,4     | 136       | 94              | 42              | 2.144                 | 19      | 54         | 110        | 361        |